# سليمان رايس
إيفان ديركي دي فينبوير (توفي في 10 أكتوبر 1620 بالقرب من قرطاجنة  ) كان قرصانًا هولنديًا من القرن السابع عشر.  و أحد القراصنة خلال حرب الثمانين عامًا ، ثم تحول لاحقًا إلى القرصنة و أصبح ضابطًا تحت قيادة سيمون الراقص .
اعتنق الإسلام لاحقًا ، وأصبح يُعرف باسم سليمان ريس (كما تهجى سليمان ، أو سليمان ، أو سليمان ريس ) ، وكان له مهنة ناجحة للغاية كقائد عثماني وقائد بربري يقود أسطول قرصنة الجزائر خلال سنواته الأخيرة.

## السيرة الشخصية
ولد دي فينبوير في هورن ، و برز لأول مرة كقائد قرصنة للجمهورية الهولندية ضد الإسبان خلال حرب الثمانين عامًا . عمل بشكل قانوني بموجب خطاب مارك من الأميرالية الهولندية لكنه ترك خدمة الجمهورية بعد نجاح ضئيل. انضم إلى قراصنة سابقين آخرين يعملون في شمال إفريقيا ، وأصبح ضابطًا تحت قيادة سيمون الراقص في وقت ما بين 1606 و1609. حقق De Veenboer نجاحًا أكبر بكثير على الساحل البربري ، وأثناء وجوده في الجزائر العاصمة ، اعتنق الإسلام السني وغير اسمه إلى سليمان.
حصل لاحقًا على لقب ريس (أو الأميرال) أثناء زيارته لعاصمة الخلافة السنية في القسطنطينية ، و بحلول عام 1617 كان يقود أسطوله الخاص. غالبًا ما استخدم ألوان الجزائر ، ومع ذلك ، كان طاقمه في الغالب هولنديًا وكانوا دائمًا يرفعون العلم الهولندي عند مهاجمة الإسبان.
في النهاية رغب في العودة إلى هولندا وحاول التفاوض مع السلطات الهولندية من خلال وينانت دي كيسير فان بولاندت ، الذي كان القنصل الهولندي في الجزائر العاصمة ، للحصول على عفو. على الرغم من أنه توقف عن مهاجمة الشحن الهولندي في الغالب ، وحرص على العودة الآمنة لطاقمها عندما فعل ذلك ، إلا أن مشادة مع دي كيسير أنهت آماله في أن يتم تبرئته من جرائمه.
في عام 1618 ، كان في أوج قوته ، حيث قاد خمسين سفينة حربية في أسطوله والتي تم تقسيمها إلى أسراب منفصلة. أبحر العديد من قراصنة المستقبل في أسطوله ، وأبرزهم جان جانزون الذي عمل كموجه ، واعتنق الإسلام أيضًا. في نفس العام ، فقد دي فينبوير منصبه في القيادة لصالح مصطفى ريس . بعد قتال مع العديد من السفن التجارية ، بما في ذلك خمس سفن هولندية وسفينة فرنسية وأخرى إيطالية ، استولى ريس وقرصن آخر على سفينتين بينما سُمح للباقي بالفرار.
قرر التقاعد ، واستولى على سفينة أخيرة تحمل شحنة من السكر ، قبل أن يستقر في الجزائر العاصمة. استمر تقاعده لفترة وجيزة فقط ، حيث أبحر في أوائل عام 1620 من ميناء ليحصل على جائزة فرنسية ثرية. أثناء الإبحار قبالة الساحل في يوليو من ذلك العام ، تباطأ هو وأربع سفن أخرى بسبب الهدوء المميت وفاجأ بثلاثة رجال حرب هولنديين تحت قيادة النقباء هوين وكلايجنسورج وشيف. تمكن هو وسفينتان أخريان من الفرار ، على الرغم من أن سفينته الرئيسية تضررت بشدة. وتمكن من شق طريقه إلى الجزائر العاصمة في أغسطس / آب ، وبعد شهر في الميناء يخضع للإصلاحات ، غادر الجزائر مرة أخرى مع ثماني سفن تحت إمرته. كان هو وأسطوله الصغير في البحر لأكثر من شهرين قبل أن يواجهوا سربًا بحريًا مكونًا من سفينتين حربيتين هولندية وفرنسية واثنتين إنجليزيتين في 10 أكتوبر 1620. قرر De Veenboer الاشتباك معهم ، وبعد معركة طويلة في ميناء كارتاخينا ، قُتل بعد إصابته بقذيفة مدفعية حطمت ساقيه. أعاد أعداؤه سفينة شراعية تحتوي على جثته إلى الشاطئ.